# Rio Preisner

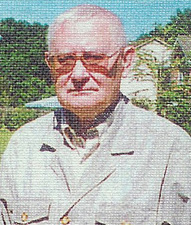
Rio Preisner 2007

Rio Preisner (* 13. November 1925 in Mukačevo, Tschechoslowakei, heute Ukraine; † 2. August 2007 in Indianola, Pennsylvania, USA) war ein tschechischer Dichter, Philosoph, Übersetzer und Gelehrter für Tschechische und Deutsche Literatur.

## Leben
Rio Preisner verbrachte seine Kindheit in der multikulturellen Gesellschaft des damals tschechischen Mukačevo, wo Tschechen, Slowaken, Deutsche, Ukrainer, Ungarn und Juden nebeneinander lebten. Er besuchte dort das zu dieser Zeit einzige Gymnasium Europas, das Hebräisch im Lehrplan hatte. In seiner Jugendzeit kam er in das Prag des Protektorats Böhmen und Mähren im Nationalsozialistischen Deutschland. 1944 schloss er das Gymnasium mit der Matura ab und arbeitete danach in einer Panzer-Fabrik. Nach dem Krieg begann er ein Studium für Deutsch und Englisch an der Karls-Universität Prag, wo er 1950 sein Doktordiplom mit einer Dissertation über Franz Werfel erreichte. Danach erhielt er an dieser Universität eine Lehrbefugnis für Deutsch und arbeitete gleichzeitig als Literatur-Übersetzer für die Tageszeitung Mladá fronta (deutsch: Junge Front) und den Státní nakladatelství krásné literatury (deutsch: Staatlicher Literatur-Verlag).
1952 heiratete Preisner die Kunsthistorikerin Olga Wittová, wurde jedoch schon einen Monat später, am 1. Oktober, verhaftet und zur Zwangsarbeit in einem Arbeitslager verurteilt, ohne zu erfahren, wie lange seine Haft dauern sollte. Seine bevorstehende Einweisung in ein Lager in Sibirien wurde gerade noch infolge des Todes von Stalin am 5. März 1953 und der darauffolgenden Tauwetter-Periode aufgeschoben und dann nicht mehr durchgeführt. Seine Haftzeit dauerte insgesamt bis zum 28. November 1954.
Nachdem Preisner das Arbeitslager verlassen durfte, übernahm er einen Posten als Deutschlehrer an der Prager Státní jazyková škola (Staatliche Akademie für Fremdsprachen). Er trat der Československá strana lidová (Tschechoslowakische Volkspartei) bei. 1968 erhielt er den Literaturpreis der Mladá fronta für seine kafkaeske Novelle Kapiláry (Kapillaren).
Nach der Niederschlagung des „Prager Frühlings“ am 23. August 1968 durch die Truppen des Warschauer Paktes emigrierte Preisner mit Frau und Tochter Ruth ins Exil, vorerst nach Wien und 1969 in die USA. Preisner erhielt wegen des großen Erfolges seines historisch-kritischen Werkes über Johann Nestroy eine Professur an der Pennsylvania State University angeboten. Von 1969 bis zu seinem Rücktritt 1992 wirkte er als Professor für Germanistik an dieser Universität und leitete auch danach Kurse für Studenten und Absolventen in Deutscher und Tschechischer Literatur. Nach seiner endgültigen Emeritierung zog er mit seiner Gattin nach Pittsburgh, wo er als Schriftsteller und Übersetzer wirkte. Nach zwei Jahrzehnten des Verbots wurde sein Werk unter regem Interesse von Fachwelt und Publikum wieder in der Tschechischen Republik aufgelegt. Preisner wurde in die Svaz československých spisovatelů (Tschechoslowakischer Schriftstellerverband), den PEN-Club in Wien und in die Europäische Akademie der Wissenschaften und Künste aufgenommen und erhielt den Rang eines Fellows des Institute for the Arts and Humanities at Penn State. Im Jahre 2000 verlieh der tschechische Präsident Václav Havel Rio Preisner die Za zásluhy-Verdienstmedaille für Kultur und Wissenschaft.
Rio Preisner starb am 2. August 2007 in Indianola, Pennsylvania.

## Werke
- Kapiláry (Kapillaren), Novelle. 1968.
- Jan Nepomuk Nestroy: Tvůrce tragické frašky (Johann Nepomuk Nestroy. Der Schöpfer der tragischen Posse). Fachbuch. 1968.
- Kritika totalitarismu (Kritik des Totalitarismus). Fachbuch. 1973.
- Aspekte einer provokativen tschechischen Germanistik., Fachbücher, 1. Band: Kafka, Nestroy, 2. Band: Avantgarde 1977.
- Vídeňské veduty (Wiener Veduten). Novelle. 1994.
- O životě a smrti konzervatismu (Leben und Tod des Konservatismus). Fachbuch. 1999.

Von Rio Preisner übersetzte Schriftsteller:
- Erich Auerbach, Johannes Bobrowski, Hermann Broch, Friedrich Dürrenmatt, Hans Jakob Christoffel von Grimmelshausen, Hermann Hesse, Franz Kafka, Hans Hellmut Kirst, Jean Paul, Stefan Zweig

Von Rio Preisner übersetzte Dichter:
- Gottfried Benn, T. S. Eliot, Friedrich Hölderlin, Gerard Manley Hopkins, Karl Kraus, Rainer Maria Rilke